# Карет
Ка́рет (англ. caret), ^ — символ набора ASCII с кодом 5E16. Официально называется Circumflex Accent, то есть циркумфлекс. При этом название циркумфлекс означает в первую очередь диакритический знак, ставящийся над буквой, в отличие от которого, карет — самостоятельный символ, выглядящий иначе (в первую очередь крупнее) и использующийся для других целей.

## История
В пишущих машинках было допустимо только ограниченное число символов, поэтому для передачи некоторых букв с диакритикой использовалось комбинирование: вводили саму букву, потом нажимали на кнопку для возврата каретки на предыдущую позицию и вводили новый символ, создающий диакритику. Например, для создания чего-то похожего на букву (ü) использовалось комбинирование буквы (u) и двойной кавычки ("). При этом получался только приблизительный аналог нужной буквы, особенно в случае, когда буква была заглавной. Для создания букв с диакритиками, для которых не было подходящего комбинирующего символа, эти диакритики дорисовывали от руки.
В первых компьютерах также было допустимо только ограниченное число символов и предлагалось для создания символов с диакритикой использовать комбинирование. В первоначальной версии стандарта кодирования символов ASCII от 1963 года на позиции, сейчас занимаемой символом (^), располагалась стрелка вверх (↑). Позднее на её место был введён символ (^), предполагавшийся для двойного использования: для комбинирования с буквами для добавления им диакритического знака циркумфлекса (ˆ) и для комбинирования с вертикальной чертой (|) для создания стрелочки вверх (↑). Его официальное название — Circumflex Accent, то есть циркумфлекс — отражает происхождение и прежнее предназначение. Однако позднее знак стал использоваться для других целей — в частности, как служебный символ в программировании, где не хватало служебных символов. В связи с этим его внешний вид изменился, став более крупным, и в настоящее время комбинирование этого символа с буквой не даёт буквы с диакритикой циркумфлекса.

## Использование

### В программировании
- В языках программирования С, C++, Java, C# и некоторых других карет обозначает операцию побитового XOR (исключающего ИЛИ).
- В C++/CLI используется при объявлении управляемого объекта:

```
  
Object
 
^
obj
 
=
 
gcnew
 
Object
();

```

- В Pascal обозначает «указатель».
- В языке Smalltalk обозначает возврат объекта-значения из метода.
- В языках программирования, основанных на Бейсике, ALGOL-60, Mathematica, MATLAB, Forth, и на микрокалькуляторах (наравне с функцией «XY») обозначает возведение в степень.
- В регулярных выражениях и в тех языках, где они используются (AWK, Perl и т. д.), в зависимости от контекста обозначает либо начало строки, либо инвертирование группы символов. (например: "^[^0-9]" — не-цифра в начале строки).
- В языке текстовой разметки ΤΕΧ используется для указания верхнего правого индекса: например, x^{y^z} будет выглядеть как
{\displaystyle x^{y^{z}}.}
- В языке MUMPS, Caché предваряет имена глобальных переменных и программ. Глобальные переменные сохраняют значения в базе данных в отличие от локальных (имена которых не начинаются с ^).
- В языке Parser означает вызов функции.
- В моноширинных текстах карет иногда используется для выделенного подчёркивания элементов вышестоящей строки:

```
Пример подчёркнутого текста
       ^^^^^^^^^^^^^

```

### В интернете
- Может использоваться для обозначения возведения в степень: например, 10^6 = 10⁶ = 1 000 000[1]. Ранее с этой целью использовался символ стрелочки вверх (↑), ранее располагавшийся на той же кодовой позиции в ASCII: 10↑6[2], сейчас сохранившийся в стрелочных обозначениях Кнута.
- В интернет-чатах и форумах символ ^ служит составной частью одной из разновидностей японского смайла ^_^.
- Используется для ввода управляющих символов в каретной нотации.
- Сокращённое обозначение клавиши Ctrl в компьютерных программах, например «Для сохранения документа нажмите ^S».
- В чатах и форумах используется в комбинациях ^W и ^H для имитации удаления последнего слова или символа соответственно (что в некоторых программах делают такие комбинации с Ctrl), например «нельзя не^W согласиться» означает то же, что и «нельзя согласиться».